# 少籽婆婆纳
少籽婆婆纳（学名：Veronica oligosperma）为車前草科婆婆纳属下的一个种。

## 扩展阅读
- 維基物種上的相關：少籽婆婆纳